# Джордж Маккартні
Джордж Маккартні (англ. George McCartney, нар. 29 квітня 1981, Белфаст) — північноірландський футболіст, захисник клубу «Вест Гем Юнайтед».

## Клубна кар'єра
У дорослому футболі дебютував 1998 року виступами за «Сандерленд», в якому провів вісім сезонів, взявши участь у 134 матчах чемпіонату.

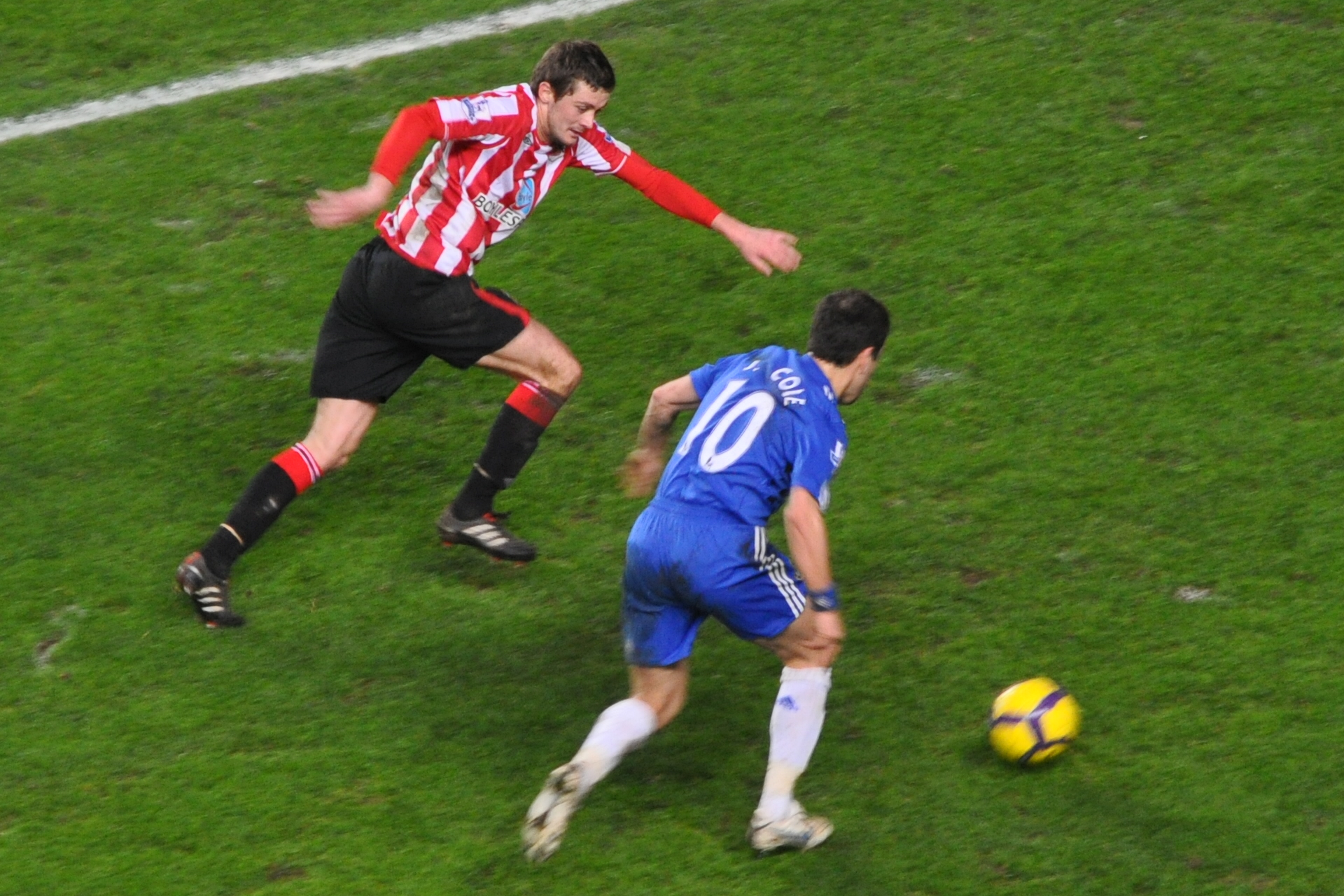
Джордж Маккартні (ліворуч) у формі «Сандерленда» проти Джо Коула в матчі чемпіонату Англії. 2010 рік

З 2006 року виступав за «Вест Хем Юнайтед», проте провівши два роки в складі «молотобійців» повернувся в «Сандерленд», але заграти знову там не зумів, через що віддавався в оренду до «Лідс Юнайтед» та «Вест Хем Юнайтед».
Після завершення терміну оренди з «Вест Хем Юнайтед», влітку 2012 року став повноцінним гравцем клубу. Наразі встиг відіграти за клуб з Лондона 12 матчів в національному чемпіонаті.

## Виступи за збірну
5 вересня 2001 року дебютував в офіційних іграх у складі національної збірної Північної Ірландії в кваліфікаційному матчі на ЧС-2002 проти збірної Ісландії, який завершився перемогою британців з рахунком 3-0, а один з голів забив Маккартні. Цей гол так і залишився для Джорджа єдиним у футболці збірної.
Всього за десять років провів у формі головної команди країни 34 матчі, забивши 1 гол.